# イトゥク
イトゥク（朝：이특、英：Leeteuk、1983年7月1日  - ）は、韓国の歌手、タレント。男性アイドルグループSUPER JUNIORのリーダーであり、サブボーカル担当。SMエンタテインメント所属。愛称はトゥギ。

## 来歴

### スカウト
2000年初め、休日に姉と共にミョンドンに来たところをスカウトされ、SMエンタテインメントのスターライト・キャスティング・システムのオーディションを受けるよう勧められた。数回のテスト録音や演技試験を経てオーディションに合格し、SMエンタテインメントの練習生になった。
同年、MBCドラマ「イヴのすべて」にエキストラとして出演。テレビ初出演を果たす。
2002年、ペプシの広告モデルをつとめた。

### デビュー
2003年、ドンヘと共に5人組の少年グループのメンバーとなったが、このグループでのデビューは白紙となった。大人数でメンバーが定期的に交代する（予定だった）グループSUPER JUNIORに、イトゥクとドンヘ、その他10人の少年たちと共に加入が決まった。イトゥクは最年長だったため、リーダーになった。
2005年11月6日、イトゥクはSBS音楽番組「人気歌謡」でSUPER JUNIORの第1世代 Super Junior 05 のメンバーとして正式にデビューした。グループは1stシングル曲「Twins」を約500人の聴衆に向けて披露した。
イトゥク（이특、利特）には、特別な存在になることを望む、という意味が込められている。本名の場合、女優パク・チョンスと混同されるおそれがあったと説明している。
彼はグループで「トゥッピョランリド（특별한리더、特別なリーダー）」 として知られるようになった。それはまさにただ「特別なリーダー」になったからだけではなく、SUPER JUNIORの歌でテナー（高音部）を担当する1人として、そのスウィートな歌声の持ち主としてでもある。また、イトゥクは独特で変な笑い方でも有名。
2006年3月頃、SMエンタテインメントはSuper Junior 05の次期メンバーを考案し始めた。イトゥクは、次期グループSuper Junior 06のリーダーとして引き続き残る予定だった。しかし、Super Junior 05の人気が上昇したため当初の計画を変更し、事務所はメンバーを再編成してSuper Junior 06を作る予定を中止した。この影響により、グループ名から「05」を除去し、Super Juniorと記されるようになった。

### サブグループ
イトゥクはSUPER JUNIORのメンバーとして活動する傍ら、3つのサブグループに参加した。2007年2月には、トロットを歌うSUPER JUNIOR-Tのメンバーになり、翌年にはSUPER JUNIOR-Happyのメンバーになった。
2022年にはシンドン、シウォンと共にSUPER JUNIOR-L.S.S.を結成した。

### 交通事故
2007年4月19日、ラジオ番組『スーパージュニアのキス・ザ・ラジオ』の放送後の帰路途上、イトゥク、シンドン、ウニョク、キュヒョンが乗車していた車が交通事故に遭った。
シンドンとウニョクは軽傷だったが、イトゥクとキュヒョンは数週間の入院を要する重傷であった。イトゥクはガラスの破片が背中と目の上に刺さり、それらを取り除くために170針以上の処置を要した。2007年4月30日に退院。
このため、イトゥクはSUPER JUNIORの主演映画『花美男（イケメン）連続ボム事件』の出演をキャンセルしたと事前に発表していたが、映画の最終部分でパンダのぬいぐるみ役として出演。劇中ではリョウクがパンダのぬいぐるみ役を務めた。

### バラエティー
司会者としての技量が称賛され、多くのバラエティー番組や授賞式で司会を務めている。また、ウニョクとともに『スーパージュニアのキス・ザ・ラジオ』のディスクジョッキーを2006年から2011年12月4日まで担当した。イトゥクの最も有名な仕事はSBSの『スターキング』と『強心臓』である。イトゥクは2つの番組で共演している同僚の芸人ブーム（プム）と強い友情関係で結ばれている。ブームは『強心臓』の「ブーム・アカデミー」をイトゥク、ウニョクと一緒に開始した。しかし、ブームは2009年後半に軍に入隊したため、イトゥクはウニョク、シンドンと一緒に番組で笑わせる役目が課せられた。3人は、お笑いのコーナー「トゥク・アカデミー」を開始し、聴衆から大きな支持を得た。
2009年、その年の最も忙しいアイドルの第2位に名前が挙がった。この称号は、イトゥクがラジオのディスクジョッキー、司会者、12人グループを率いるリーダーとして、その非常な激務に対して贈られた。
2010年、イトゥクはMBC『今日を楽しめ（오늘을즐겨라）』の新しい司会者として名前が挙がった。これは BIGBANG のV.I（スンリ）がアルバム制作のために番組を去り、その代わりとなる。また、イェソンと共にMBC『Love Chaser』の司会も務めた。

## 人物
- 出身：大韓民国・ソウル特別市
- 身長：171cm、血液型：A型
- 家族構成：母・姉
- 学歴
  - 水原科学大学校 放送芸能科 中退
  - 靑雲大学校 放送音楽 卒業
  - 靑雲大学校 情報商業大学院 修士課程 修了
  - 嘉泉大学校 大学院 貿易学科 国際商学専攻（博士）
- SUPER JUNIORの中ではヒチョルと共に最年長者である。
- 喋り上手であるため、バラエティ番組でMCを務めることが多い。一方で、MCを任されていない場合でもMC口調で話し出すことが多く、メンバーからMC病と言われている。
- 幼少時代にピアノを習っており、ピアノが弾ける。
- あだ名は「翼を失った天使」「トゥギ」「トゥギトゥギ」「少女達の大統領」「翼の折れた天使」
- 笑うと左頬にえくぼができる。
- イトゥクがドンヘの父親と二人きりになった際、ドンヘ父に「感謝してる。うちのドンヘが迷惑をかけてるな」と手を握られ、「父親としてのお願いだ。ドンヘの事を頼む」と言われている。
- 好きな色は白。常にどこかに白色の物（服や帽子、靴など）を身に着けていないと落ち着かない（本人談）。宿舎のベッドやピアノ、机なども白色。
- 非常に礼儀正しく、音楽番組やライブでは客席に向かって何度も深いお辞儀をする。また、先輩後輩関係なく挨拶は欠かさず、丁寧であると有名。
- 2012年10月30日、京畿道議政府306補充隊に入所。2014年7月29日、21ヶ月の軍服務を終え江原道麟蹄郡12師団を除隊した。
- 理想のタイプは知英である[5]。

## 作品

### OST
- 2012年01月03日「サラリーマン　チョハンジ」O.S.T Part.2－イトゥク、キー（SHINee）『Bravo』

## 出演番組

### テレビ番組

#### レギュラー番組
- M COUNTDOWN（2005年11月 - 2008年3月、Mnet）- MC
- イトゥクのラブファイター（2007年12月 - 2008年10月、Mnet）[6]
- ものすごい外出（기막힌 외출）シーズン3（2008年1月 - 4月、Comedy TV）- MC
- 対決！歌が好き（대결! 노래가 좋다）（2008年3月 - 2009年1月、KBS2）
- ロードショークイズ遠征隊（로드쇼 퀴즈원정대）（2008年11月 - 2009年4月、KBS2）- MC
- 挑戦！黄金梯子（도전! 황금사다리）（2009年4月 - 10月、KBS2）
- 強心臓（강심장）（2009年10月 - 2012年10月、SBS）[7]
- 太極旗飜って（태극기 휘날리며）（2010年5月 - 7月、SBS）
- SISTARとイトゥクのハローベイビー（2011年9月 - 11月、KBS joy）
- 最強カップル（2011年9月 - 11月、Eチャンネル）- MC[8]
- 私たち結婚しました（2011年10月 - 2012年9月、MBC）[9][10]
- スターキング（SBS）- MC
  - シーズン1（2011年1月 - 2012年9月、2015年4月 - 8月）[11][12][13]
  - シーズン2（2015年9月 - 2016年8月）[13][14]
- 君の声が見える（Mnet）- MC
  - シーズン1（2015年2月 - 5月）
  - シーズン2（2015年10月 - 2016年1月）[15]
  - シーズン3（2016年6月 - 9月）
  - シーズン4（2017年3月 - 7月）
  - シーズン5（2018年1月 - 4月）
  - シーズン6（2019年1月 - 4月）
  - シーズン7（2020年1月 - 4月）
  - シーズン8（2021年1月 - 4月）[16]
  - シーズン9（2022年1月 - 4月）[17]
  - シーズン10（2023年3月 - 5月）[18]
- ベストカップルリターンズ（2015年3月 - 5月、MBC every1）- MC[19][20]
- ホワイトスワン（2015年5月 - 8月、JTBC）- MC[21][22]
- ミッキーマウス・クラブ（2015年7月 - 12月、ディズニーチャンネル）- MC[23]
- リアルに格好よく（2016年5月 - 7月、K STAR）- MC[24]
- SUPER JUNIOR-イトゥクのひとり旅
  - 大阪&京都編（2016年6月25日, 7月2日、DATV）[25]
  - 鹿児島編（2019年5月 - 8月、dTV）[26][27]
  - 長崎編（2022年11月 - 12月、KNTV）[28][29]
  - 沖縄編（2022年12月15日, 22日、KNTV）[29]
  - 栃木編（2023年12月 - 2024年1月、KNTV）[30]
  - 高知編（2024年12月、KNTV）[31]
- 化粧台をお願い（FashionN）- MC
  - シーズン2（2016年9月 - 12月）[32]
  - シーズン3（2017年10月 - 2018年1月）[33]
- STAR SHOW 360（2016年9月 - 11月、MBC every1）- MC
- 運勢レース（2016年11月 - 2017年2月、Comedy TV）[34]
- アイドル祭り（2016年11月 - 2017年3月、TV朝鮮）- MC[35][36]
- 最高の料理の秘訣（2017年1月 - 2020年7月、EBS）- MC[37][38]
- 配達に来ました（2017年5月 - 8月、TV朝鮮）[39]
- スーパーリッチ2（2017年7月 - 10月、JTBC）- MC[40]
- 現実男女2（2018年8月 - 11月、MBN）[41]
- 売ってこそ帰国（2018年9月 - 12月、チャンネルA）[42]
- Beauty No.9（2019年5月 - 7月、Walk point）- MC[43]
- 最愛エンターテインメント（2020年7月 - 9月、MBC）- MC[44]
- SUPER JUNIORのアイドルVSアイドル（2020年7月 - 2022年4月、KNTV）- MC[45]
- おいしい戦争（2020年11月 - 2021年1月、KTブロードバンド）[46]
- スミさん家のおかず（2020年12月、2021年2月 - 3月、tvN）[47][48]
- ビューティー&ブーティ シーズン6（2021年6月 - 2022年3月、DongA TV）- MC[49]
- 偉大なるホームクック研究所（2021年8月 - 11月、チャンネルS）- MC[50]
- Candy Singers（2021年9月、SKY）- MC
- 飛行機に乗って、バディーボーイズ（2022年11月 - 2023年1月、JTBC）[51]
- THE QUEENS（2023年2月 - 4月、TV朝鮮）- MC[52]
- FAN PICK（2023年8月 - 10月、MBC M）- MC[53]
- フィールドマーブル（2024年7月 - 8月、ENA）- MC[54][55]
- SCOOL（2024年9月 - 12月、SBS M）- MC[56]
- The Concert Onepick（2024年12月 - 、MBN）- MC[57]

#### スペシャル番組
- アイドルスター陸上選手権大会（MBC）
  - 2015 旧正月（2015年2月19, 20日）- MC
  - 2015 秋夕（2015年9月28, 29日）- MC
  - 2016 旧正月（2016年2月9, 10日）- MC
  - 2018 旧正月（2018年2月15, 16日）- MC
  - 2018 秋夕（2018年9月25, 26日）- MC
  - 2019 旧正月（2019年2月5, 6日）- MC
  - 2019 秋夕（2019年9月12, 13日）- MC
  - 2020 旧正月（2020年1月24日 - 27日）- MC
- クイズオンコリア（KBS）
  - 2017年10月4日 - MC
  - 2018年9月24日 - MC

### 配信番組
- イトゥク、サニーのBegin Again（2018年5月 - 8月、NAVER TV）
- Hidden Track - MC
  - シーズン1（2019年10月 - 11月、ollehTV）[58]
  - シーズン2（2020年3月 - 5月、Seezn）[59]
  - シーズン3（2021年4月 - 6月、Seezn）[60]
- let me Know K-POP!（Lemino）- MC
  - シーズン1（2023年4月 - 2023年10月）[61][62]
  - シーズン2（2023年12月 - 2024年3月）[63]

### ラジオ
- SUPER JUNIORのミュージックショー（TBS）2006年6月5日 - 7月28日
- SUPER JUNIORのKiss The Radio（KBS COOL FM）2006年8月21日 - 2011年12月[64]

## 出演作品

### ドラマ
- イヴのすべて（2000年、MBC）エキストラ出演
- ドリームハイ（2011年、KBS）第13話 カメオ出演[65]
- サンショウウオ導師と恋まじない（2012年、SBS）第4話 カメオ出演
- 奥様はサイボーグ（2017年、MBC）第7話 カメオ出演
- 美女変身大作戦（2018年、YouTube）第3話[動画 1]
- DNAラバー（2024年、TV朝鮮）第5話 カメオ出演[66]

### CF・広告
- ペプシ（2000年）
- IVY Club（2006年）
- Bing アイス（2006年）
- 創世者桶陳金門高粱酒No.2 イメージアンバサダー（2024年）[67]

### ミュージックビデオ
- SUPER JUNIOR-D&E「Saturday Night」（2015年）[動画 2]

## イベント・授賞式
- 2011 Melon Music Awards（2011年11月24日）- 司会[68]
- ゴールデンディスクアワード
  - 第26回（2012年1月11日）- 司会[69]
  - 第29回（2015年1月15日）- 司会[70]
  - 第30回（2016年1月20日, 21日）- 司会[71][72]
- 2013 兵役名門家授賞式（2013年6月14日）- 司会[73]
- Asia Song Festival
  - 2014年11月2日 - 司会
  - 2015年10月11日 - 司会
  - 2016年10月9日 - 司会[74]
  - 2017年9月24日 - 司会
- 第24回ソウル歌謡大賞（2015年1月22日）- 司会[75]
- サークルチャートミュージックアワード(旧ガオンチャートミュージックアワード)
  - 第4回（2015年1月28日）- 司会[76][77]
  - 第5回（2016年2月17日）- 司会[78]
  - 第6回（2017年2月22日）- 司会[79]
  - 第7回（2018年2月14日）- 司会[80]
  - 第9回（2020年1月8日）- 司会[81][82]
  - 第10回（2021年1月13日）- 司会[83]
  - 第13回（2024年1月10日）- 司会[84]
- 2015 adidas miRun 釜山（2015年5月17日）- 司会[85]
- ドリームコンサート
  - 2015年5月23日 - 司会[86]
  - 2016年6月4日 - 司会[87]
  - 2017年6月3日 - 司会[88]
  - 2017年11月4日 - 司会[89]
  - 2019年5月18日 - 司会[90]
  - 2020年7月25日 - 司会[91]
  - 2021年6月26日 - 司会[92]
  - 2024年10月19日 - 司会[93]
- KCON 2016 France（2016年6月2日）- 司会[94]
- Asia Artist Awards（AAA）
  - 第1回（2016年11月16日）- 司会[95]
  - 第2回（2017年11月15日）- 司会[96]
  - 第3回（2018年11月28日）- 司会[97]
  - 第4回（2019年11月26日）- 司会[98]
  - 第5回（2020年11月28日）- 司会[99]
  - 第6回（2021年12月2日）- 司会[100]
  - 第7回（2022年12月13日）- 司会[101]
- 2016スーパーソウルドリームコンサート（2016年11月27日）- 司会[102]
- 2018大韓民国大衆音楽授賞式（2018年12月20日）- 司会[103]
- MISSKOREA 2020（2020年10月15, 16, 22, 23日）- 司会[104]
- 2020 LIVE in DMZ（2020年10月24日）- 司会[105]
- K-POP FESTIVAL THE MAGICAL STORY（2022年3月31日）- 司会[106]

## 受賞歴
2009年
- SBS芸能大賞 バラエティ部門最優秀新人賞

2012年
- MBC芸能大賞 ショーバラエティ部門人気賞（『私たち結婚しました』）[107]
- SBS芸能大賞 トークショー部門ベストエンターテイナー賞（『強心臓』）[108]

### 動画
1. ↑   LDF TV by lottedutyfree: “【ロッテ免税店】ウェブドラマシーズン2 「美女変身大作戦」 ep.3”. YouTube (2018年6月7日). 2024年8月16日閲覧。
2. ↑   avex: “SUPER JUNIOR DONGHAE & EUNHYUK「Saturday Night」（Short ver.）”. YouTube (2015年3月14日). 2024年9月26日閲覧。

### 各種SNS
- Lee Teuk (@special1004) - X
- 이특 leeteuk (@xxteukxx) - Instagram
- 이특 | LeeTeuk (@sj.leeteuk) - TikTok
- 트기트기 이특 LEETEUK - YouTube

### 公式サイト
- SUPER JUNIOR日本公式サイト
- SM Entertainment公式サイト